# Zabolotivți, Jîdaciv
Zabolotivți (în ucraineană Заболотівці) este un sat în comuna Berejnîțea din raionul Jîdaciv, regiunea Liov, Ucraina.

## Demografie
Componența lingvistică a localității Zabolotivți
     Ucraineană (99,45%)
     Alte limbi (0,55%)
Conform recensământului din 2001, majoritatea populației localității Zabolotivți era vorbitoare de ucraineană (99,45%), existând în minoritate și vorbitori de alte limbi.